# Munna dentata
Munna dentata är en kräftdjursart som beskrevs av Vanhoeffen 1914. Munna dentata ingår i släktet Munna och familjen Munnidae. Inga underarter finns listade i Catalogue of Life.